# 1203
1203 (MCCIII) je bilo navadno leto, ki se je po julijanskem koledarju začelo na sredo.

## Dogodki

### Evropa

#### Četrta križarska vojna
- Po prezimovanju v Zadru odpluje križarska flota pod vodstvom Benečanov proti Konstantinoplu, prestolnici bizantinskega cesarstva.

- 23. junij - Križarska flota pripluje pred Konstantinopel in prične z obleganjem. Celotno bizantinsko floto tvori zgolj še 20 starih in nagnitih galej. Cesar Aleksej III. Angel poskuša križarje podkupiti, vendar brez uspeha.
- 6. julij - Križarji zavzamejo Galato in s tem omogočijo vstop flote v slabše utrjeni zaliv Zlati rog.
- 17. julij - Uspešen naskok križarjev na mesto. Benečani, ki vodijo napad iz Zlatega roga, zanetijo požar v mestu, kar oslabi moralo branilcev. Cesar Aleksej III. pobegne.↓
- → Branilci nemudoma odstavijo pobeglega cesarja in za cesarja razglasijo bivšega cesarja Izaka II. Angela, ki je oslepljen. Ker s tem križarji izgubijo opravičilo za napad na mesto, zato zahtevajo, da za socesarja hkrati razglasijo Izakovega sina Alekseja IV.
- 1. avgust - Kronanje Alekseja IV. za bizantinskega socesarja. 
  - Da bi Aleksej IV. izplačal križarje, katerih marioneta je, se odreče ikonam in svetinjam, kar pa je še vedno premalo od zahtevane vsote.
- avgust -   Aleksej IV. s pomočjo križarjev pleni po Trakiji, kamor se je zatekel bivši cesar Aleksej III., vendar tudi to bistveno ne izboljša finančne situacije. Benečani, ki so ostali v Konstantinoplu, požgejo še večji del mesta. Brez domov ostane več deset tisoč ljudi.
- december - Začetek vstaje v Konstantinoplu proti nesposobnima cesarjema in križarjem, ki tudi izgubljajo potrpljenje z marioneto Aleksejem IV. 1204 ↔
  - Francoski križar in kronist Robert de Clari, ki je v eni od konstantinopelskih cerkva naletel na relikvijo svetega prta, najverjetneje poda opis Torinskega prta.

#### Angleško-francoska vojna 1202-1204
- Ker angleški kralj Ivan Plantagenet ravna brutalno z uponiškimi voditelji, ga zapustijo nekateri ključni zavezniki, ki so z uporniki sorodstveno povezani.

- april - Kralj Ivan ukaže umoriti bretonskega vojvodo in nečaka Arturja I., ki je bil po anžujskem dednem pravu bolj upravičen do nasledstva angleške krone kot kralj Ivan.
  - Govorice o Arturjevi smrti razburijo tako upornike kot Ivanove zaveznike. Vojvodino Bretanjo nasledi Arturjeva polsestra Alicija Thouarška. Njeno starejšo polsestro in Arturjevo sestro Eleanoro drži v ujetništvu kralj Ivan, saj je upravičena tudi do angleškega prestola. Regentstvo nad Bretanijo prevzame Alicijin oče baron Gvido Thouarški, grofije Anjou se polasti francoski kralj Filip II.
- avgust - Francoski kralj Filip II. prične z obleganjem trdnjave Gaillard, ki je ključnega pomena za osvojitev Normandije, in hermetično zapre dostop do trdnjave.
- december - Ko kralj Ivan vidi, da so vsi poskusi, da bi odvrnil Francoze od obleganja, zaman, se vrne v Anglijo. 1204 ↔

#### Ostali dogodki po Evropi
- februar, marec - Galicijski knez Roman Mstislavič porazi Kumane.
- 4. november - Za umrlim holandskim grofom Dirkom VII. podeduje grofijo njegova hčerka Ada Holandska, ki se oženi z grofom Loona Ludvikom II.
- 12. december - Edina omemba nemškega pesnika Waltherja von der Vogelweida v pismu škofa Wolfgerja iz Passava.
- Almohadi preženejo z Balearov Almoravide (Banu Ghanija). Zadnji preostanek almoravidske dinastije še vlada Tunisu z okolico.
- Bosanski ban Kulin, ki je toleriral katarstvo, izreče zvestobo katoliški cerkvi. Papeška komisija ne ugotovi večjih nepravilnosti znotraj delovanja bosanske cerkve, čeprav je le-ta že prežeta s katarstvom.
- Angleški teolog Stephen Langton začne s standardizacijo Svetega pisma na poglavja v obliki, kot jo poznamo danes.
- Odstavljeni kijevski veliki knez Rurik Rostislavič s pomočjo Kumanov opelni Kijev.
- Bolgarski car Kalojan napade Srbijo, ki ji vlada Vikan Nemanjić in zasede Niš. 1204 ↔
- Benediktanski menih Dominik Guzman se v spremstvu škofa Osme odpravi na Dansko po nevesto za kastiljskega kronskega princa Ferdinanda. Pogajanja so uspešna, a žal nesojena nevesta kmalu za tem huje zboli in umre. Na poti čez Francijo se Dominik seznani s katarstvom. 1214 ↔

### Azija
- Novi japonski šogun postane Minamoto Sanetomo, ki pa ni nič več kot marioneta v rokah njegove matere Hodžo Masako in dedka Hodža Tokimase.
- Mongolija: Temudžin premaga Kereide, ki si jih nato priključi priključi konfederaciji plemen Hamag, vendar jih pomeša mednje.

### Afrika
- Čad: muslimanski vojskovodja Dunama Dabbalemi iz dinastije Sayfawa postane vladar Kanemskega kraljestva.

## Rojstva
- Abu Zakarija Jahja, sultan Hafsidskega sultanata († 1249)
- Elizabeta Švabska, kastiljska kraljica († 1235)
- Ibn Abi Usaibia, arabski zdravnik in zgodovinar († 1270)
- Jusuf II., almohadski kalif († 1224)
- Mindaugas, litvanski kralj († 1263)
- Peter II., savojski grof († 1268)
- Zakariya Qazvini, arabski učenjak, pisatelj († 1283)

## Smrti
- 4. november - Dirk VII., holandski grof
- Artur I., bretonski vojvoda (* 1187)
- Dafydd ab Owain, valižanski kralj Gwynedda